# Hydra World Tour
Hydra World Tour es la gira mundial de la banda holandesa, Within Temptation para promicionar su sexto álbum de estudio Hydra, lanzado por Nuclear Blast el 31 de enero de 2014.

## Antecedentes
La gira fue planeada originalmente para principios de enero de 2014, pero luego se aplazó hasta un mes más tarde, por lo que la banda prepare mlas canciones antes de lanzar el álbum y también tener más tiempo a los ensayos para la gira. Después tener un período de apariciones en radio y televisión para dar actuaciones acústicas y entrevista. El 20 de enero, la banda anunció un show para ensayar las canciones en vivo en el Effenaar, en Eindhoven (Países Bajos), que se celebró el 20 de febrero, con entradas que llegaron a agotarse ese mismo día. El primer show oficial ocurrió el 26 de febrero, en Helsinki, Finlandia, y luego continuarían por toda Europa y algunos festivales de verano. Debido a la gran demanda, varios lugares fueron cambiados a lugares más grandes con el propósito de atraer a más personas. Debido al gran recibimiento de Hydra en los Estados Unidos, Within Temptation decidió salir nuevamente de gira en América del Norte, viajando desde al Oeste hasta la costa Este logrando recorrer doce ciudades, siendo dos en Canadá obteniendo algunos lugares con entradas agotadas.
El 2 de mayo, la banda anunció a través de su página de Facebook que iban a grabar el concierto en el Heineken Music Hall, Ámsterdam, El cual formó parte del DVD Let Us Burn - Elements & Hydra Live In Concert. La gira tuvo una asistencia de más de 120.000 personas. Luego del gran recibimiento en los Estados Unidos, Nuclear Blast decidió lanzar una reedición de Enter y The Dance el 10 de noviembre de 2014, con el fin de dar a los nuevos oyentes la posibilidad de poder escuchar los comienzos de la banda.

## Lista de canciones
2015
2016

## Fechas
| Fecha                    | Ciudad                | País            | Teatro o Estadios       |
| ------------------------ | --------------------- | --------------- | ----------------------- |
| Etapa de Prueba          |                       |                 |                         |
| 20 de febrero de 2014    | Eindhoven             | Países Bajos    | Effenaar                |
| Europa                   |                       |                 |                         |
| 26 de febrero de 2014    | Helsinki              | Finlandia       | Cable Factory           |
| 28 de febrero de 2014    | Moscú                 | Rusia           | Arena                   |
| 1 de marzo de 2014       | San Petersburgo       | Rusia           | A2                      |
| 4 de marzo de 2014       | Vilna                 | Lituania        | Teatro Arena            |
| 5 de marzo de 2014       | Minsk                 | Bielorrusia     | Sporthalle              |
| 8 de marzo de 2014       | Poznań                | Polonia         | Sala Ziemi              |
| 9 de marzo de 2014       | Varsovia              | Polonia         | Torwar Hall             |
| 11 de marzo de 2014      | Praga                 | República Checa | Mala Sports Hala        |
| 12 de marzo de 2014      | Bratislava            | Eslovaquia      | Incheba Expo Arena      |
| 14 de marzo de 2014      | Budapest              | Hungría         | Petőfi Csarnok          |
| 15 de marzo de 2014      | Viena                 | Austria         | Gasometer               |
| 16 de marzo de 2014      | Zúrich                | Suiza           | Hallenstadion           |
| 6 de abril de 2014       | Múnich                | Alemania        | Tonhalle                |
| 7 de abril de 2014       | Hamburgo              | Alemania        | Sporthalle              |
| 8 de abril de 2014       | Colonia               | Alemania        | Palladium               |
| 9 de abril de 2014       | Ludwigsburg           | Alemania        | Arena Ludwigsburg       |
| 11 de abril de 2014      | Mánchester            | Reino Unido     | O2 Apollo Manchester    |
| 12 de abril de 2014      | Londres               | Reino Unido     | Wembley Arena           |
| 14 de abril de 2014      | Newcastle             | Reino Unido     | O2 Academy Newcastle    |
| 15 de abril de 2014      | Glasgow               | Reino Unido     | O2 Academy Glasgow      |
| 16 de abril de 2014      | Birmingham            | Reino Unido     | O2 Academy Birmingham   |
| 18 de abril de 2014      | Fráncfort del Meno    | Alemania        | Jahrunderthalle         |
| 19 de abril de 2014      | Erfurt                | Alemania        | Thüringenhalle          |
| 20 de abril de 2014      | Berlín                | Alemania        | Columbiahalle           |
| 22 de abril de 2014      | Toulouse              | Francia         | Le Phare                |
| 24 de abril de 2014      | Lyon                  | Francia         | Halle Tony Garnier      |
| 25 de abril de 2014      | París                 | Francia         | Le Zénith               |
| 27 de abril de 2014      | Nantes                | Francia         | Le Zénith               |
| 28 de abril de 2014      | Lille                 | Francia         | L’aeronef               |
| 29 de abril de 2014      | Amberes               | Bélgica         | Lotto Arena             |
| 2 de mayo de 2014        | Ámsterdam             | Países Bajos    | Heineken Music Hall     |
| 3 de mayo de 2014        | Ámsterdam             | Países Bajos    | Heineken Music Hall     |
| 26 de junio de 2014      | Milán                 | Italia          | Alcatraz                |
| Festival de Verano       |                       |                 |                         |
| 6 de junio de 2014       | Espoo                 | Finlandia       | Kivenlahti Rock         |
| 7 de junio de 2014       | Sölvesborg            | Suecia          | Sweden Rock Festival    |
| 12 de junio de 2014      | Copenhague            | Dinamarca       | Copenhell               |
| 13 de junio de 2014      | Donington Park        | Reino Unido     | Download Festival       |
| 6 de julio de 2014       | Barcelona             | España          | Barcelona Metal Fest    |
| 18 de julio de 2014      | Dour                  | Bélgica         | Dour Festival           |
| 3 de agosto de 2014      | Lokeren               | Bélgica         | Lokersen Festival       |
| 8 de agosto de 2014      | Leeuwarden            | Países Bajos    | City Rock               |
| 9 de agosto de 2014      | Hildesheim            | Alemania        | M'era Luna Festival     |
| 14 de agosto de 2014     | Avenches              | Suiza           | Rock Oz’Arènes          |
| 5 de septiembre de 2014  | Havířov               | República Checa | Havířov Festival        |
| América del Norte        |                       |                 |                         |
| 25 de septiembre de 2014 | San Francisco         | Estados Unidos  | The Regency Ballroom    |
| 26 de septiembre de 2014 | Los Ángeles           | Estados Unidos  | Club Nokia              |
| 28 de septiembre de 2014 | Denver                | Estados Unidos  | Gothic Theatre          |
| 30 de septiembre de 2014 | Minneapolis           | Estados Unidos  | First Avenue            |
| 1 de octubre de 2014     | Chicago               | Estados Unidos  | The Vic Theatre         |
| 2 de octubre de 2014     | Detroit               | Estados Unidos  | Royal Oak Music Theatre |
| 3 de octubre de 2014     | Toronto               | Canadá          | Sound Academy           |
| 5 de octubre de 2014     | Montreal              | Canadá          | Métropolis              |
| 7 de octubre de 2014     | Baltimore             | Estados Unidos  | Rams Head Live!         |
| 9 de octubre de 2014     | Filadelfia            | Estados Unidos  | Electric Factory        |
| 10 de octubre de 2014    | Nueva York            | Estados Unidos  | Terminal 5              |
| 11 de octubre de 2014    | Worcester             | Estados Unidos  | Palladium               |
| 19 de octubre de 2014    | Tokio                 | Japón           | Loudpark Festival       |
| 30 de octubre de 2014    | Kiev                  | Ucrania         | Stereoplaza             |
| 14 de noviembre de 2014  | Weissenhaeuser Strand | Alemania        | Metal Hammer Paradise   |
| Sudamérica               |                       |                 |                         |
| 20 de noviembre de 2014  | Ciudad de México      | México          | Teatro Metropólitan     |
| 21 de noviembre de 2014  | San Salvador          | El Salvador     | Cifco                   |
| 23 de noviembre de 2014  | Bogotá                | Colombia        | Downtown Majestic       |
| 25 de noviembre de 2014  | Santiago de Chile     | Chile           | Teatro Caupolicán       |
| 26 de noviembre de 2014  | Buenos Aires          | Argentina       | Teatro Flores           |
| 28 de noviembre de 2014  | Recife                | Brasil          | Clube Português         |
| 29 de noviembre de 2014  | Río de Janeiro        | Brasil          | Circo Voador            |
| 30 de noviembre de 2014  | São Paulo             | Brasil          | Audiosp                 |

### 2015
| Theatres on Fire         |                    |                 |                            |
| 28 de febrero de 2015    | Almere             | Holanda         | Schouwburg                 |
| 2 de marzo de 2015       | Ámsterdam          | Holanda         | Carré Theatre              |
| 5 de marzo de 2015       | Luxembourg City    | Luxemburgo      | Rockhal                    |
| 6 de marzo de 2015       | Heerlen            | Holanda         | Parkstad Limburg           |
| 7 de marzo de 2015       | Arnhem             | Holanda         | Musis Sacrum               |
| 11 de marzo de 2015      | Utrecht            | Holanda         | TivoliVredenburg           |
| 12 de marzo de 2015      | Den Bosch          | Holanda         | Theater Parade             |
| 13 de marzo de 2015      | Eindhoven          | Holanda         | Muziekgebouw Frits Philips |
| 14 de marzo de 2015      | Eindhoven          | Holanda         | Muziekgebouw Frits Philips |
| 19 de marzo de 2015      | Enschede           | Holanda         | Stadschouwburg             |
| 20 de marzo de 2015      | Nijmegen           | Holanda         | De Vereeniging             |
| 26 de marzo de 2015      | Haarlem            | Holanda         | Philharmonie               |
| 27 de marzo de 2015      | Groningen          | Holanda         | Oosterpoort                |
| 28 de marzo de 2015      | Groningen          | Holanda         | Oosterpoort                |
| 8 de abril de 2015       | Apeldoorn          | Holanda         | Orpheus                    |
| 9 de abril de 2015       | Den Haag           | Holanda         | Nederlands Dans Theater    |
| 10 de abril de 2015      | Zwolle             | Holanda         | Odeon De Spiegel           |
| 14 de abril de 2015      | Alphen a/d Rijn    | Holanda         | Castellum                  |
| 16 de abril de 2015      | Tilburg            | Holanda         | Schouwburg                 |
| 18 de abril de 2015      | Róterdam           | Holanda         | Nieuwe Luxor               |
| 21 de abril de 2015      | Steenwijk          | Holanda         | De Meente                  |
| 24 de abril de 2015      | Breda              | Holanda         | Chassé                     |
| Festivales de Verano 2   |                    |                 |                            |
| 31 de marzo de 2015      | Kiev               | Ucrania         | Stereo Plaza               |
| 29 de mayo de 2015       | Nürburg            | Alemania        | Der Ring                   |
| 31 de mayo de 2015       | Múnich             | Alemania        | Rockavaria                 |
| 5 de junio de 2015       | Viena              | Austria         | Rock In Vienna             |
| 21 de junio de 2015      | Dessel             | Bélgica         | Graspop Metal Meeting      |
| 9 de julio de 2015       | Vizovice           | República Checa | Masters of Rock            |
| 30 de julio de 2015      | Kostrzyn nad Odrą  | Polonia         | Przystanek Woodstock       |
| 31 de julio de 2015      | Schleswig-Holstein | Alemania        | Wacken Open Air            |
| 1 de agosto de 2015      | Chemnitz           | Alemania        | Wasserschloss Klaffenbach  |
| 6 de agosto de 2015      | Villena            | España          | Leyendas Del Rock          |
| 7 de agosto de 2015      | Vagos              | Portugal        | Vagos Open Air             |
| 8 de agosto de 2015      | Walton-on-Trent    | Reino Unido     | Bloodstock Open Air        |
| 9 de agosto de 2015      | Montreal           | Canadá          | Heavy Montreal             |
| 15 de agosto de 2015     | Ulft               | Países Bajos    | Huntenpop                  |
| 29 de agosto de 2015     | Straszęcin         | Polonia         | Czad Festival              |
| 12 de septiembre de 2015 | Coevorden          | Países Bajos    | Vestingpop                 |
| 18 de septiembre de 2015 | Berlín             | Alemania        | Metal Hammer Awards        |
| Rusia                    |                    |                 |                            |
| 15 de octubre de 2015    | San Petersburgo    | Rusia           | A2 Club                    |
| 16 de octubre de 2015    | Moscú              | Rusia           | Crocus City Hall           |
| 18 de octubre de 2015    | Krasnoyarsk        | Rusia           | MVDC Sibk                  |
| 19 de octubre de 2015    | Novosibirsk        | Rusia           | DK Zheleznodorozhnit       |
| 21 de octubre de 2015    | Yekaterinburg      | Rusia           | Tele-Club                  |
| 23 de octubre de 2015    | Rostov-on-Don      | Rusia           | KSK Express                |
| 24 de octubre de 2015    | Krasnodar          | Rusia           | Arena Hall                 |
| 26 de octubre de 2015    | Minsk              | Bielorrusia     | Minsk Sports Palace        |

### 2016
| Festivales de verano 3  |                |                 |                                |
| 1 de mayo de 2016       | Wroclaw        | Polonia         | Gitarowemu Rekordowi Guinnessa |
| 7 de mayo de 2016       | Inzell         | Alemania        | Mäxival                        |
| 27 de mayo de 2016      | Pesse          | Países Bajos    | Muziekweekend Pesse            |
| 4 de junio de 2016      | Nijmegen       | Países Bajos    | Fortarock                      |
| 18 de junio de 2016     | Clisson        | Francia         | Hellfest Open Air              |
| 24 de junio de 2016     | Rzeszow        | Polonia         | European Stadium of Culture    |
| 8 de julio de 2016      | Kvinesdal      | Noruega         | Norway Rock Festival           |
| 10 de julio de 2016     | Geiselwind     | Alemania        | Out & Loud Festival            |
| 29 de julio de 2016     | Veenhuizen     | Países Bajos    | Veenhoop Festival              |
| 4 de agosto de 2016     | Snina          | Eslovaquia      | Rock Pod Kamenom               |
| 5 de agosto de 2016     | Székesfehérvár | Hungría         | Fezen Festival                 |
| 6 de agosto de 2016     | Ostrava        | República Checa | Ostrava v Plamenech            |
| 13 de agosto de 2016    | Kortrijk       | Bélgica         | Alcatraz Festival              |
| 14 de agosto de 2016    | Hildesheim     | Alemania        | M'era Luna Festival            |
| 20 de agosto de 2016    | Spaarnwoude    | Países Bajos    | Dutch Valley Festival          |
| 27 de agosto de 2016    | Schleswig      | Almania         | Baltic Sea Festival            |
| 3 de septiembre de 2016 | Bucarest       | Rumania         | Arenele BNR                    |